# Adele Albieri
Adele Albieri (Cavarzere, 3 febbraio 1877 – Monza, 7 maggio 1964) è stata una scrittrice italiana.

## Biografia
Adele Albieri ebbe la madre casalinga e il padre fabbro e si formò un'istruzione da autodidatta. Nel 1903 rimase vedova con due bambini e dovette per necessità lavorare collaborando con riviste e pubblicando brevi racconti per l'infanzia editi dalla Federazione italiana delle biblioteche popolari per gli scolari delle scuole elementari. A Milano, dove si trasferì da Venezia nel 1907, conobbe la scrittrice Maria Majocchi, allora molto popolare, che nel 1912 la prese al proprio settimanale femminile Cordelia e scrisse la prefazione di Fiori selvaggi, il primo libro di poesie dell'Albieri. Durante la guerra pubblicò anche il romanzo Il profugo e i racconti Candori, improntati a un acceso patriottismo.
Collaboratrice de La Domenica del Corriere, del Corriere dei piccoli e de Il Balilla, nel primo dopoguerra conobbe notevole popolarità incrementando la pubblicazione di romanzi e racconti per ragazzi. Un particolare successo ebbe il suo Cristoforo Colombo alla scoperta dell'America, uscito nel 1924 e più volte ristampato fino al 1958. Inserita nel clima politico del Ventennio, nel secondo dopoguerra la sua produzione ebbe un brusco calo con due sole pubblicazioni, il racconto I nanetti dell'Hasliberg, nel 1947 e, dieci anni dopo, le poesie Nel cuore delle cose, prefate da Diego Valeri.
Il fratello Gino fu un pittore.

## Opere
- Fratelli, Torino, Federazione italiana delle Biblioteche popolari, 1910
- Le due fragole, Milano, Federazione italiana delle Biblioteche popolari, [s.d.]
- Fiori selvaggi, poesie, Roma, Giuseppe Ugo Nalato, 1913
- La madonnina del soccorso, racconto, Palermo, Salvatore, Biondo, 1914
- Il profugo, romanzo, Palermo, Salvatore Biondo, 1915
- Candori, novelle, Milano, Hoepli, 1916
- Il volontario. Racconto patriottico, Palermo, Salvatore Biondo, 1918
- Nandino ha carattere, Torino, Paravia, 1920
- Calvario, romanzo, Milano, Modernissima, 1921
- Fufui, racconto, letture per la seconda classe, Firenze, Bemporad, 1922
- Il piccolo spazzacamino, racconto, letture per la terza classe, Firenze, Bemporad, 1922
- Arcobaleno, racconti, Milano, Mondadori, 1924
- Cristoforo Colombo alla scoperta dell’America, Torino, Paravia, 1924
- Mimino e il mondo, romanzo, Milano, Risorgimento, 1925
- La storia di un ruscelletto, racconto, Firenze, Bemporad, 1926
- A voi, Balilla, in Dieci racconti dei migliori scrittori per ragazzi, A. Albieri e altri, Palermo, Industrie riunite editoriali siciliane, 1928
- Sua Maestà Batuffolino, romanzo, Milano, Vallardi, 1930
- Le due patrie, romanzo, Firenze, Bemporad, 1930
- L'uccellino muto, racconto, Milano, Vallardi, 1930
- Fiori di pesco, poesie, Torino, SEI, 1930
- La storia di Capitombolo, di Orietta e di Franfri, Milano, Vallardi, 1932
- Le cose e i cuori, romanzo, Torino, Montes, 1934
- Nandino ha carattere, e altre novelle, Torino, Paravia, 1934
- Gianni camicia nera, romanzo, Torino, Paravia, 1939
- L'eredità di Menichella, racconto, Roma, Sales, 1940
- I nanetti dell’Hasliberg, Roma, Sales, 1947
- Nel cuore delle cose, poesie, Milano, L'Eroica, 1957